# Abdelilah Saber
Abdelilah Saber (Casablanca, Marruecos, 21 de abril de 1974) es un exfutbolista marroquí, que se desempeñó como defensa y que militó en diversos clubes de Marruecos, Portugal e Italia.

## Clubes
| Club             | País      | Año       |
| ---------------- | --------- | --------- |
| Wydad Casablanca | Marruecos | 1993-1996 |
| Sporting Lisboa  | Portugal  | 1997-2000 |
| Napoli           | Italia    | 2000-2003 |
| Torino           | Italia    | 2003-2004 |

## Selección nacional
Ha sido internacional con la selección de fútbol de Marruecos; donde jugó 39 partidos internacionales y ha anotado solamente un gol por dicho seleccionado. Incluso participó con su selección, en 1 Copa Mundial. La única Copa del Mundo en que Saber participó, fue en la edición de Francia 1998, donde su selección quedó eliminado en la primera fase.